# За овладение техникой

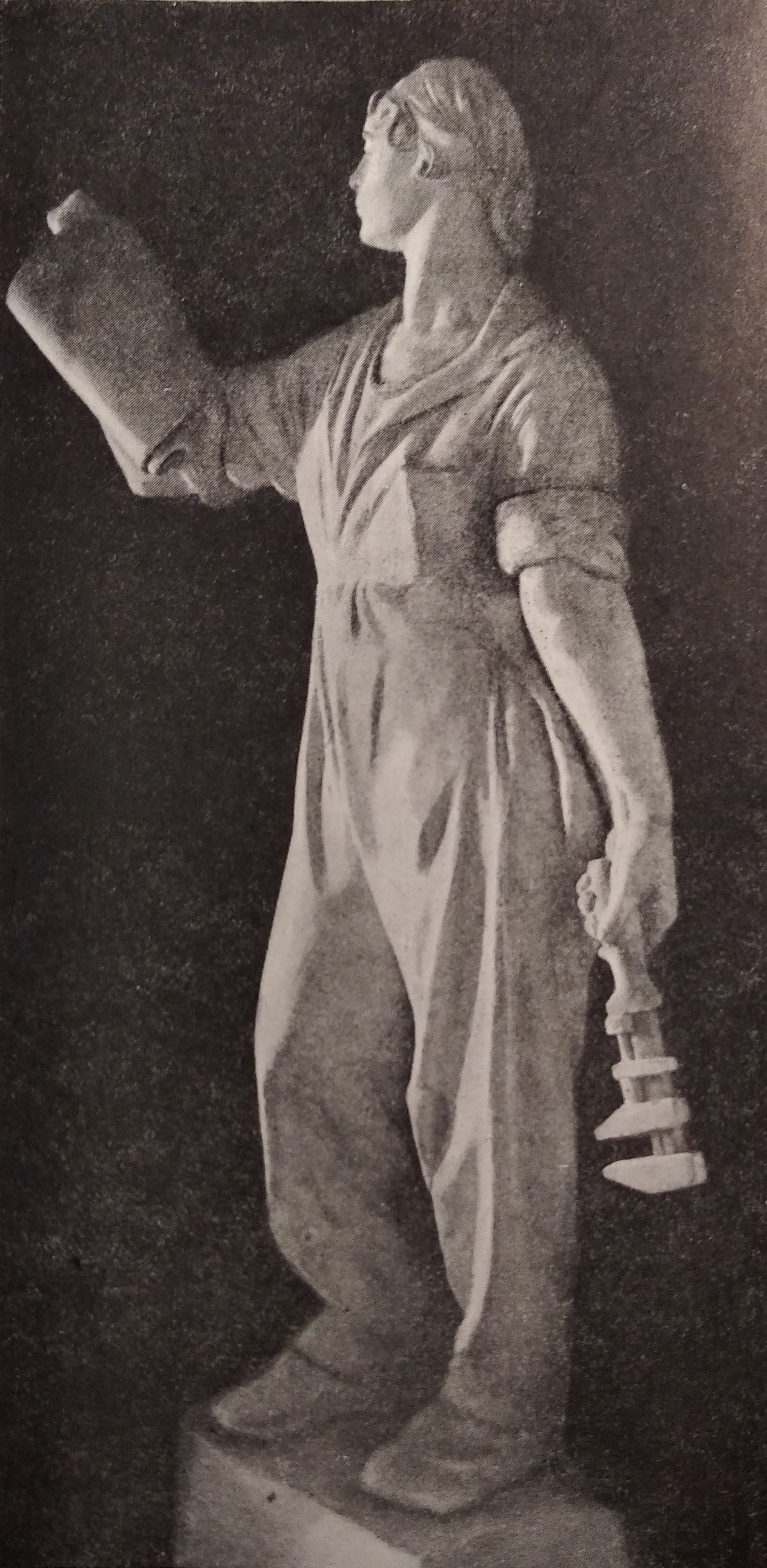
Скульптура «За овладение техникой» («Строительница метро»). Михаил Бабинский, 1937

За овладение техникой (ЗОТ) — трудовое движение в СССР в период индустриализации.

## История
4 февраля 1931 года на 1-й Всесоюзной конференции работников социалистической промышленности И. В. Сталин поднял вопрос «по борьбе за овладение техникой».
Организованное в 1931 году из обществ «Техника — массам» («Техмасс») и Научно-технического общества (НТО) всесоюзное общество «За овладение техникой» начало вести массовую работу по подготовке специалистов различных специальностей.
Движение получило широкое распространение. В Ленинграде на курсах общества «ЗОТ» обучалось более 10 тысяч человек. В Белорусской ССР на предприятиях началось движение за овладение техникой, были созданы курсы, школы и кружки технической учёбы. К концу 1936 года обучением было охвачено почти половина рабочих республики. В Чечено-Ингушской АССР действовало 3028 кружков «ЗОТ».
1934 год был объявлен годом похода Ленинского комсомола и рабочей молодёжи за овладение техникой.
Выходили периодические издания (журнал «За овладение техникой») и однодневные газеты («Зотовец магистрали», «За овладение техникой») на данную тематику.
Участников движения называли зотовцами, формировались зотовские рабочие бригады. Особо отличившихся награждали серебряным знаком «За овладение техникой».

## Память
- Именем названа шахта в городе Кривой Рог.